# Bandera del Reino de Nápoles

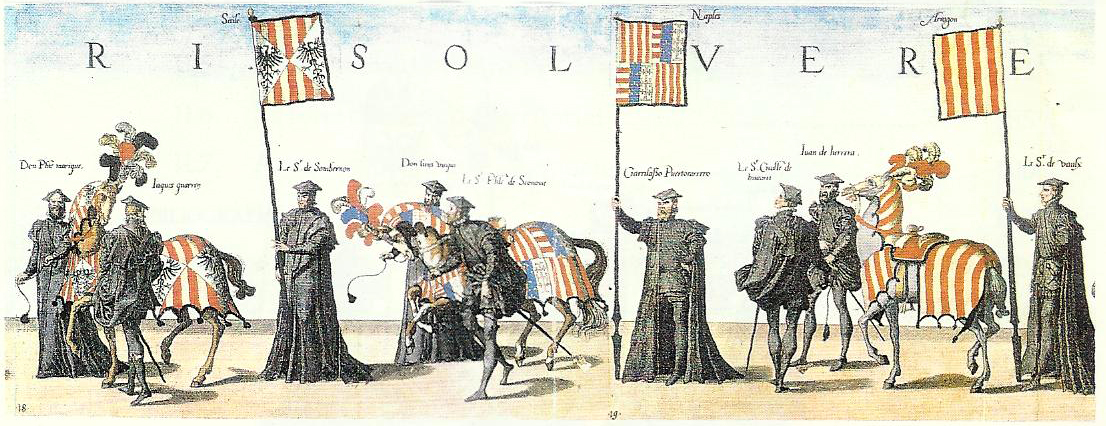
Emblemas heráldicos de los reinos de Sicilia (izquierda), Nápoles (centro) y Aragón (derecha) en guiones y gualdrapas de los caballos en las exequias por la muerte en 1558 de Carlos I de España.

A lo largo de la historia del Reino de Nápoles se adoptaron varias banderas, al variar las dinastías reales o gobiernos que administraron su territorio.

## Bandera angevina
La primera bandera del Reino de Nápoles fue la adoptada por Carlos I de la casa de Anjou. Es la evolución de su escudo de armas, de azur sembrado de flores de lis de oro al lambel recortado a tres pendientes de gules. El lambel es a menudo representado de una forma típica, conocida como jefe de Anjou o jefe de Nápoles.

Blasón de la Casa de Anjou
Bandera del Reino de Nápoles en época angevina (1282–1442)

## Bandera aragonesa
La bandera aragonesa fue llevada a Nápoles por el primer soberano hispánico de Italia, Alfonso V de Aragón o Alfonso I de Nápoles, que adoptó tanto el Señal Real de Aragón como una nueva bandera local, concebida con la unificación de la corona del rex Trinacriae, rey de Trinacria o de la Sicilia aragonesa (la Sicilia propiamente dicha) y del rex Siciliae, rey de la Sicilia angevina (o sea el Reino de Nápoles) en el título de rex Utriusque Siciliae, rey de las Dos Sicilias: de hecho, en época medieval, la isla de Sicilia era dicha Sicilia ultra Pharum, "Sicilia más allá del faro", y la Italia meridional Sicilia citra Pharum, "Sicilia de acá del faro", refiriéndose al Faro de Messina.
La bandera del rex Utriusquae Siciliae fue constituida por la unión de las barras de Aragón con los símbolos angevinos de la antigua bandera napolitana, a los que se habían añadidos los escudos del Reino de Jerusalén y del Reino de Hungría, heredados por Ladislao I de Nápoles.

Señal Real de Aragón (en forma de bandera).
Señal Real de Aragón (escudo heráldico).
Blasón del rey de Jerusalén.
Blasón del rey de Hungría.
Bandera del Reino de Nápoles bajo dominio aragonés (1442-1501).

## Virreinato francés, español y austríaco
Con la guerra de Nápoles el reino fue ocupado por Francia, gobernado por Luis XII de Francia, hasta enero de 1504, cuando los franceses se retiraron hacia el norte, cediendo la totalidad del Reino de Nápoles a Aragón mediante el tratado de Lyon.
A la muerte de Fernando II de Aragón, en 1516, el reino se convirtió en virreinato español, en cuya condición quedaría hasta 1707, cuando fue conquistado por las tropas austríacas durante la guerra de sucesión española. 
Desde entonces (formalmente desde 1713, con el Tratado de Utrecht) hasta 1734, el Reino de Nápoles fue parte de los estados gobernados por los Habsburgo de Viena.
Las banderas adoptadas fueron las de los estados conquistadores (entre paréntesis, los años de utilización en Nápoles).

Pabellón real de Francia (1501-1504)
Enseña militar y naval de la Monarquía Hispánica (1506-1701)
Pabellón naval de España (1701-1713)
Estandarte del Sacro Imperio Romano Germánico usado por la dinastía Habsburgo (1707-1734)

## Bandera borbónica
En 1734 el reino fue conquistado por la armada española, durante la Guerra de Sucesión polaca. El Reino de Nápoles y el Reino de Sicilia fueron reconocidos como independientes bajo una rama menor de los Borbones de España, dando inicio a la Casa de Borbón de Nápoles, luego conocida como Casa de Borbón-Dos Sicilias. El primer soberano fue Carlos III, futuro rey de España. Después de la Restauración, en 1816, los Reinos de Nápoles y Sicilia fueron unificados en una única entidad política, el Reino de las dos Sicilias, que duró hasta la unificación de Italia en 1861.
La bandera constaba del escudo de la familia real sobre fondo blanco, color de los Borbones. En 1848, con ocasión de la Primera Guerra de la Independencia Italiana, fue adoptada una bandera con un borde rojo y otro verde, formando con el blanco los colores italianos. En 1860 fue adoptada la tricolor italiana cargada del blasón borbónico, que fue utilizada hasta la caída del reino de las Dos Sicilias.

Bandera borbónica del Reino de Nápoles (1738-1798; 1799-1806) y de las Dos Sicilias (1816-1848; 1849-1860)
Bandera del Reino de las Dos Sicilias (1848-1849)
Bandera del Reino de las Dos Sicilias (1860-1861)

## Bandera republicana
En 1799 fue proclamada la República Partenopea, fruto de las campañas napoleónicas en Italia. La bandera fue inspirada en el tricolor francés, con el oro en lugar del blanco para formar con el rojo los colores de la ciudad de Nápoles.

Bandera de la República Partenopea (hasta el 3 de febrero de 1799)
Bandera de la República Partenopea (desde el 3 de febrero de 1799)

## Banderas napoleónicas
Desde 1806 hasta 1808, José Bonaparte gobernó el Reino de Nápoles por nombramiento de su hermano Napoleón, después de la conquista del Mezzogiorno por parte de las tropas francesas. José había sido embajador en la República Romana (1798-1799), que tuvo una bandera inspirada en la francesa, con el negro, color del dragón capitolino, en lugar del azul. En la hora de elegir una bandera para Nápoles, el nuevo rey retomó los colores de la revolución romana, adoptando una bandera de tres franjas horizontales blanca, roja y negra.
Su sucesor, Joaquín Murat, confirmó estos colores en la primera bandera de su reinado, pero los dispuso de modo tal que formaran un rombo, según la costumbre de los revolucionarios italianos a los tiempos de Napoleón. Además colocó en el centro el nuevo escudo del Reino, con una corona, un águila de oro azorada en un campo de azur, símbolo del Imperio francés, un caballo negro sobre un fondo dorado para representar a Nápoles, y el trisquel siciliano.
Este blasón también destacaba en la segunda bandera de Murat, de fondo azul rodeado por un marco rectangular ajedrezado de rojo y blanco, que retomaba los colores de la Casa de Altavilla.

Bandera adoptada por José Bonaparte, rey de Nápoles (1806-1808)
Primera bandera adoptada por Joaquín Murat, rey de Nápoles (1808-1811)
Segunda bandera adoptada por Murat (1811-1815)